# Le Fresne (Marne)
Le Fresne település Franciaországban, Marne megyében. Lakosainak száma 75 fő (2022. január 1.). Le Fresne Bussy-le-Repos, Coupéville, Moivre, Poix és Vanault-le-Châtel községekkel határos.

## Népesség
A település népességének változása:
| Lakosok száma | 54   | 48   | 55   | 43   | 71   | 74   | 77   | 76   | 75   | 75   |
|               | 1968 | 1982 | 1990 | 2006 | 2013 | 2015 | 2017 | 2019 | 2020 | 2022 |